# La font de Tavertet
La font de Tavertet és una obra de Tavertet (Osona) inclosa a l'Inventari del Patrimoni Arquitectònic de Catalunya.

## Descripció
Font en forma de caseta rectangular amb teulada a doble vessant. En una de les cares curtes hi ha l'aixeta que dona a una pica la qual porta l'aigua fins a un abeurador que hi ha en l'altre cara de la caseta. Per sobre de l'aixeta hi ha una rajola amb la representació de sant Cristòfol amb el nen.